# Qualea homosepala
Qualea homosepala är en tvåhjärtbladig växtart som beskrevs av Ducke.. Qualea homosepala ingår i släktet Qualea och familjen Vochysiaceae. Inga underarter finns listade i Catalogue of Life.